# 田島ヶ原

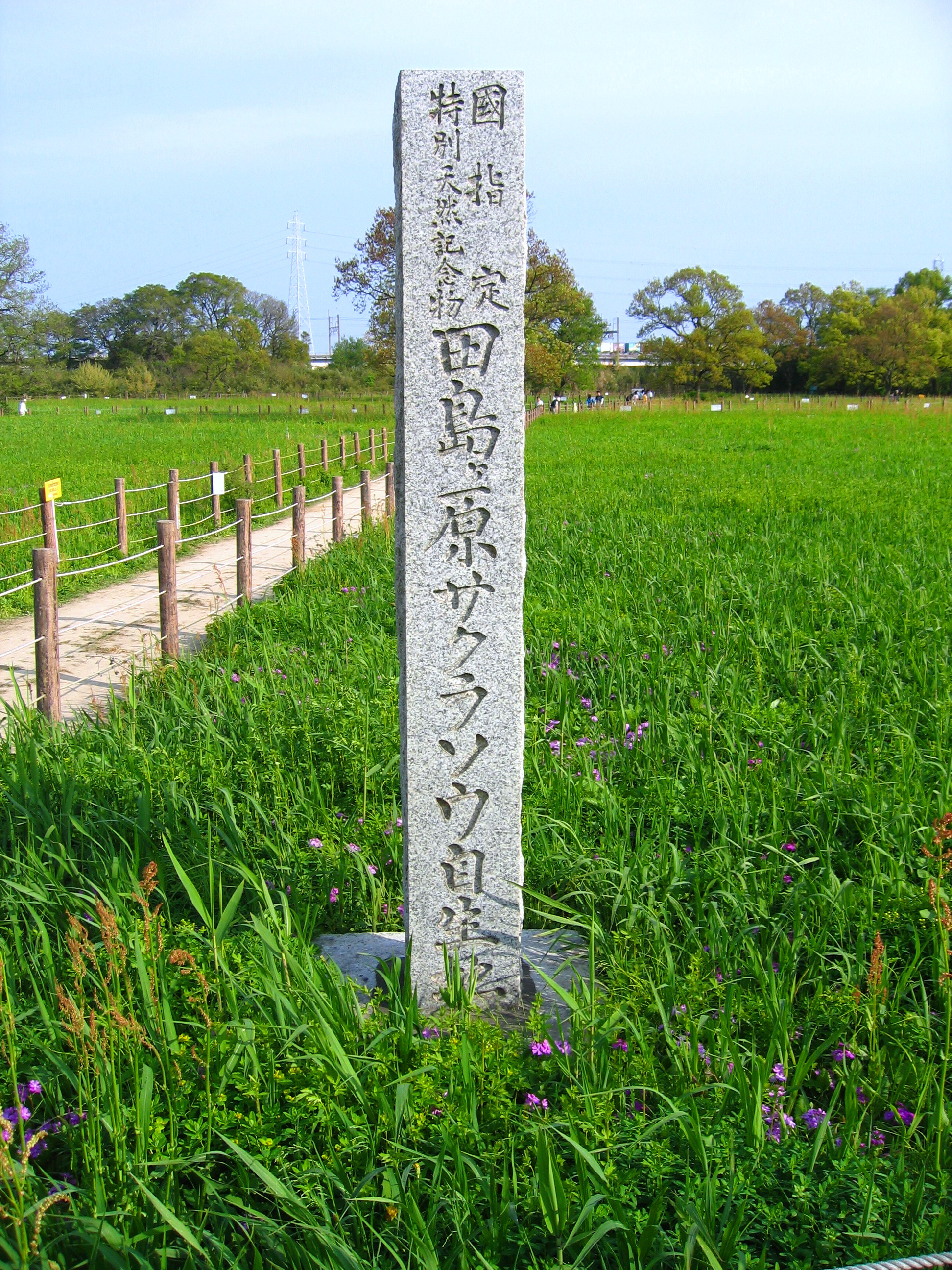
田島ヶ原サクラソウ自生地の碑

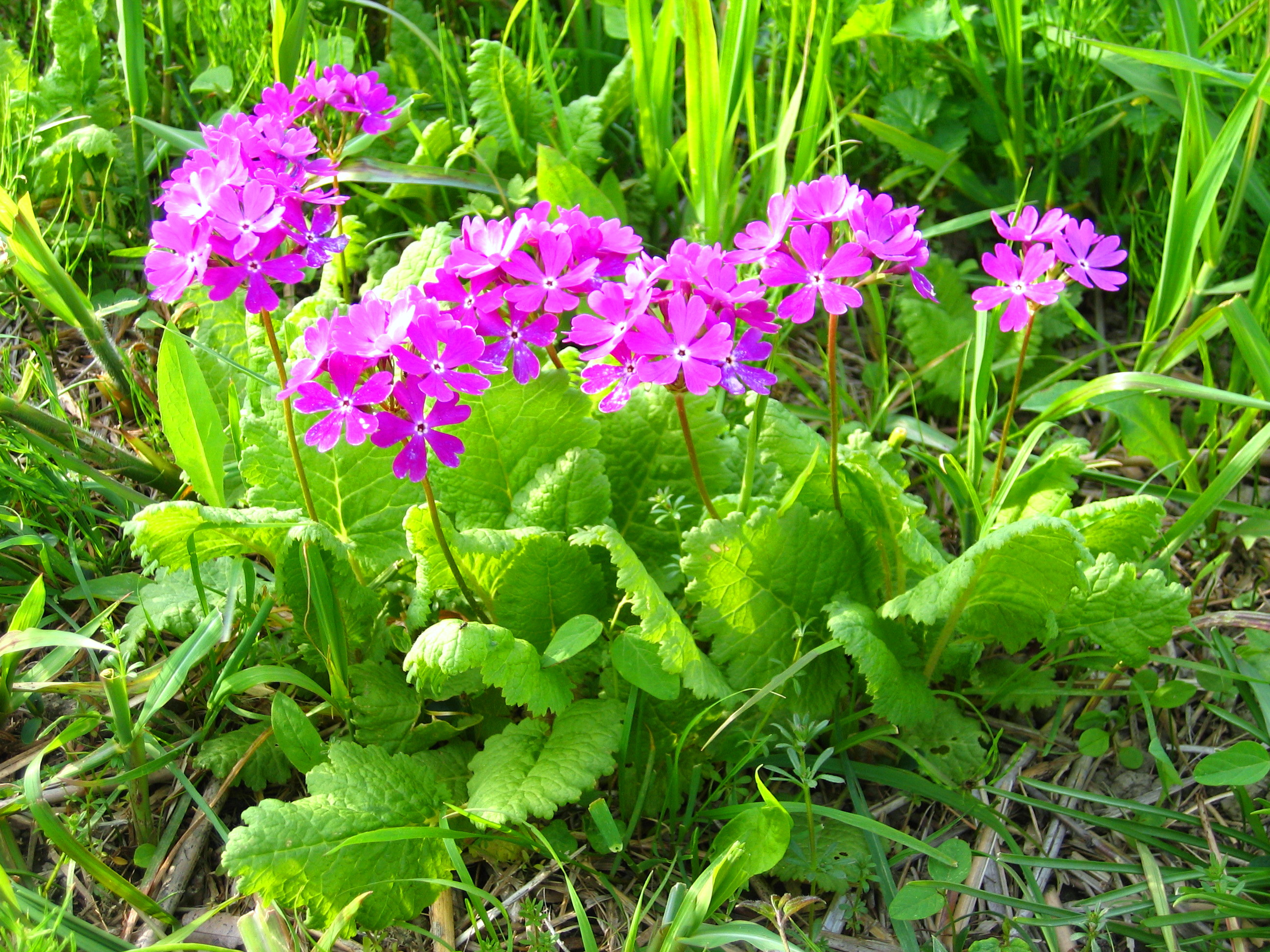
サクラソウ自生地のサクラソウ

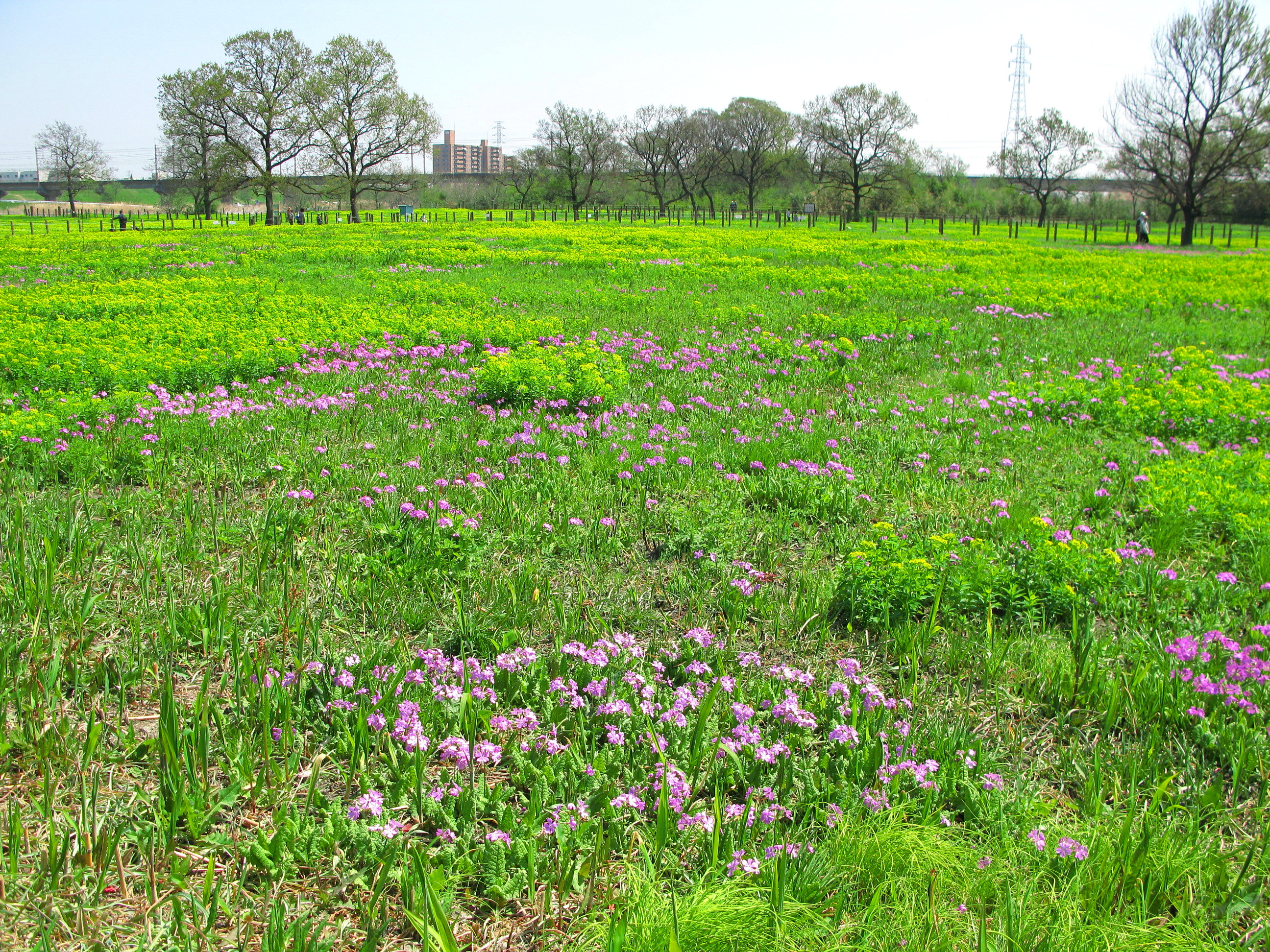
自生地内のサクラソウ群生の様子

田島ヶ原（たじまがはら）および田島ヶ原サクラソウ自生地（たじまがはらサクラソウじせいち）は、埼玉県さいたま市桜区にある、国の特別天然記念物に指定されたサクラソウの自生地である。さくら草公園が整備されている。

## 概要
田島ヶ原サクラソウ自生地はさいたま市さくら草公園内に存在するサクラソウの自生地。周囲にはさくら草公園の芝生地や野球場が存在し、北側は秋ヶ瀬橋および秋ヶ瀬公園に接する。広さは約4.2ヘクタール。「サクラソウは野生の状態において種々の先天的変異に富み、遺伝研究実験材料として、また武蔵野の古来有数の名勝地として保存の必要がある」という理由で、国の特別天然記念物に指定されている。
なお、柵が設けられ自生地内に立ち入ることはできない。見学通路からのみ見ることができるが、保護のため各種の制限がある。
冬にはさいたま市教育委員会による草焼きが行われる。

## 沿革
- 1920年（大正9年） - 国の天然記念物に指定される。
- 1952年（昭和27年） - 国の特別天然記念物に昇格する。
- 1952年（昭和27年）3月29日 - 自生地の名称が土合村サクラソウ自生地に改称。
- 1955年（昭和30年）1月1日 - 土合村が浦和市に編入合併しされ、浦和市が管理団体となる。
- 1957年（昭和32年）7月31日 - 指定名称が田島ヶ原サクラソウ自生地と改称される。
- 1961年（昭和36年）度 - 指定地の公有化を開始する。
- 1962年（昭和37年）度 - 指定地の公有化がほとんど終了する。
- 1965年（昭和40年）度 - 囲柵や境界標を設置する。
- 1966年（昭和41年）度 - 石製の標柱を設置する。
- 2001年（平成13年）5月1日 - 浦和市・大宮市・与野市が合併し、さいたま市が発足。同市が管理団体となる。

## 地理
埼玉県さいたま市桜区西側の大字田島・大字関・大字西堀にまたがっている。荒川および鴨川に挟まれた堤外地である。交通手段は東武東上線志木駅から国際興業バス浦和駅西口行（中浦和駅経由）に乗車し、さくら草公園停留所下車。自生地北側に駐車場も備えられている。南側を武蔵野線が、北側を埼玉県道40号さいたま東村山線・埼玉県道79号朝霞蕨線（志木街道）が通る。

## さくら草まつり
毎年4月の第3土曜日・日曜日には「さくら草まつり」がさくら草公園内にて開催され、多くの屋台などが並ぶ。浦和駅西口から会場までの臨時バスが運行される。